# Nichtschülerprüfung
Die Nichtschülerprüfung ermöglicht den Erwerb eines staatlich anerkannten Bildungsabschlusses durch eine Prüfung ohne vorangegangenen Besuch einer entsprechenden Schule.
Am bekanntesten ist das Abitur für Nichtschüler, aber prinzipiell können alle in Deutschland anerkannten Schulabschlüsse auf diesem Weg erworben werden, also auch der Hauptschulabschluss, die Mittlere Reife und die Fachhochschulreife. Die Prüfungsvorbereitung erfolgt autodidaktisch oder mithilfe externer Anbieter, zum Beispiel einer Fernschule im zweiten Bildungsweg. Die Zulassung zur Prüfung erfolgt durch das Kultusministerium des Bundeslandes, in dem die Prüfung abgelegt werden soll. Für die Abnahme der Prüfungen zum Erreichen von Schulabschlüssen werden meist bestehende Schulen beauftragt.

## Situation nach Land
Für den Erwerb gibt es je nach Bundesland andere Voraussetzungen. So muss in manchen Ländern eine auf der Grundschule aufbauende Schulart besucht worden sein. Dies kann zum Beispiel die Hauptschule oder auch die Abschlussklasse der Förderschule sein.

### Baden-Württemberg
In Baden-Württemberg können alle staatlichen Abschlüsse, also auch Abitur, Fachhochschulreife und Mittlere Reife in Form einer Schulfremdenprüfung abgelegt werden. Die Schulfremdenprüfung findet einmal jährlich für Menschen ohne Schulabschluss statt. Volkshochschulen und normale Schulen bieten mit der Schulfremdenprüfung eine staatliche Prüfung für den Erwerb des Hauptschulabschlusses EHAS und MSA es an.
Die Schulfremdenprüfung richtet sich an Bewerber, die ihren Schulabschluss nachholen möchten, Schüler einer Förderschule oder eines nicht staatlich anerkannten Bildungsinstitutes sind, Bewerber, die nicht oder nicht mehr die Hauptschule, die Realschule oder das Gymnasium besuchen und die bisher nicht öfter als einmal an einer solchen Prüfung teilgenommen haben.
Da das Zeugnis der Schulfremdenprüfung ausschließlich die Prüfungsergebnisse beinhaltet, müssen Schulfremde auch in Fächern Prüfungen ablegen, in denen Schüler staatlicher Schulen keine Prüfung machen müssen. In Baden-Württemberg sehen die Prüfungen wie folgt aus:

#### Hauptschulabschlussprüfung
- schriftlich: Mathematik, Deutsch, Englisch, Gemeinschaftskunde/Wirtschaftslehre;
- mündlich: Mathematik, Deutsch, Englisch, MNT (Naturwissenschaften), WZG (Erdkunde/Geschichte)

#### Hauptschulabschlussprüfung 2009
- schriftlich: Mathematik, Deutsch, Biologie
- mündlich: Englisch, AL (Arbeitslehre)

#### Realschulabschlussprüfung
- schriftlich: Deutsch, Mathematik, 1. Fremdsprache (Englisch oder Französisch);
- mündlich: Fächerverbund NWA; zwei Fächer aus EWG, Geschichte, Religion oder Ethik; Mathematik oder Deutsch, 1. Fremdsprache (EuroKom-Prüfung)

#### Allgemeine Hochschulreife
- schriftlich: Mathematik, Deutsch, 1. Fremdsprache; Geschichte
- mündlich: Mathematik, Deutsch, 1. Fremdsprache, Geschichte, 2. Fremdsprache, Naturwissenschaft (Biologie, Chemie oder Physik), Gemeinschaftskunde

### Brandenburg
In Brandenburg ist das Ablegen einer Nichtschülerprüfung auch dann erforderlich, wenn Schüler eine genehmigte aber nicht anerkannte Ersatzschule besuchen.